# Schismatoglottis nervosa
Schismatoglottis nervosa là một loài thực vật có hoa trong họ Ráy (Araceae). Loài này được Ridl. miêu tả khoa học đầu tiên năm 1908.